# Georg Egger
Georg Egger (* 22. März 1995) ist ein deutscher Cross-Country-Mountainbikefahrer.

## Sportlicher Werdegang
Egger wuchs in Obergessertshausen auf, wo sein Vater Landwirt war. Nachdem er im Alter von 15 Jahren Kreismeister mit dem Mountainbike geworden war, beschloss er, den Sport ernsthaft zu betreiben. Sein Vater nahm einen Halbtagsjob an, um nach dem Tod der Mutter mehr Zeit für seine Söhne zu haben, und schuf unter anderem einen Trainingsparcours im familieneigenen Waldstück. Der Parcours wurde später auch für hochrangige Rennen genutzt, darunter die Deutschen Meisterschaften 2020 und 2024.
2011 wurde Egger deutscher U17-Meister und nahm 2012 sowie 2013 als Junior an den Weltmeisterschaften sowie dem Weltcup teil. 2014 und 2015 war er deutscher Meister in der U23, bei den Mountainbike-Weltmeisterschaften 2016 Vierter in der U23, wobei er den Sport neben seinem Maschinenbau-Studium betrieb. In der Elite war er von 2017 bis 2023 viermal Zweiter oder Dritter bei den Deutschen Meisterschaften.
Einen Namen machte sich Egger vor allem durch seine Erfolge im MTB-Marathon. Mit Maximilian Brandl, seinem Mannschaftskameraden beim Lexware Mountainbike Team, gewann er 2018 und 2019 das Etappenrennen Epic Israel. 2022 bildete er mit Lukas Baum ein Team namens Speed Company Racing. Die beiden gewannen bei ihrer ersten Teilnahme das südafrikanische Cape Epic, indem sie auf der Schlussetappe mehrere Minuten Rückstand auf die bis dahin Führenden Andreas Seewald und Martin Stošek aufholten. Dies sorgte bei Beobachtern auch deshalb für Aufmerksamkeit, da Egger und Baum ohne Sponsoren angetreten waren und nicht auf ein professionelles Team von Helfern zählen konnten. Die beiden gewannen 2022 zudem das Etappenrennen Epic Israel und 2023 das kroatische 4 Islands Stage Race, Egger allein das spanische Mediterranean Epic 2022 und 2023.
Beim Cape Epic 2023 wurden Egger und Baum Zweite, nachdem sie die Führung durch einen Defekt verloren hatten. Nachdem Baum 2024 das Rennen gesundheitsbedingt hatte aufgeben müssen, wurden sie 2025 Fünfte, entschieden dabei jedoch erneut die Schlussetappe für sich.

## Erfolge
2013
 Weltmeisterschaften – Staffel XCR
2014
 Deutscher Meister (U23) – Cross-Country XCO
2015
 Deutscher Meister (U23) – Cross-Country XCO
2016
 Europameisterschaften – Staffel XCR
2022
 Cape Epic – Gesamtwertung und zwei Etappen (mit Lukas Baum)
2023
Cape Epic – zwei Etappen (mit Lukas Baum)
2025
Cape Epic – eine Etappe (mit Lukas Baum)